# Ford, Wisconsin
Ford är en kommun (town) i Taylor County i delstaten Wisconsin, USA.